# سوپرجام فوتبال ایتالیا ۱۹۹۰
سوپر جام فوتبال ایتالیا ۱۹۹۰ (انگلیسی: 1990 Supercoppa Italiana) سومین دورهٔ مسابقهٔ سوپر جام فوتبال ایتالیا بود که بین قهرمان سری آ و قهرمان جام حذفی فوتبال ایتالیا برگزار شد.
این دیدار در تاریخ ۱ سپتامبر ۱۹۹۰ برگزار شد و ناپولی به مقام قهرمانی دست یافت.

## تیم‌ها
- ناپولی: قهرمان سری آ فصل ۹۰-۱۹۸۹
- یوونتوس: قهرمان جام حذفی ایتالیا فصل ۹۰-۱۹۸۹